# Pseudodax moluccanus
Pseudodax moluccanus es una especie de peces de la familia Labridae en el orden de los Perciformes.

## Morfología
Los machos pueden llegar alcanzar los 30 cm de longitud total.

## Distribución geográfica
Se encuentra desde el Mar Rojo hasta Sudáfrica, las Islas de la Sociedad, las Islas Marquesas, las Tuamotu y el sur de Japón.

## Galería de imágenes

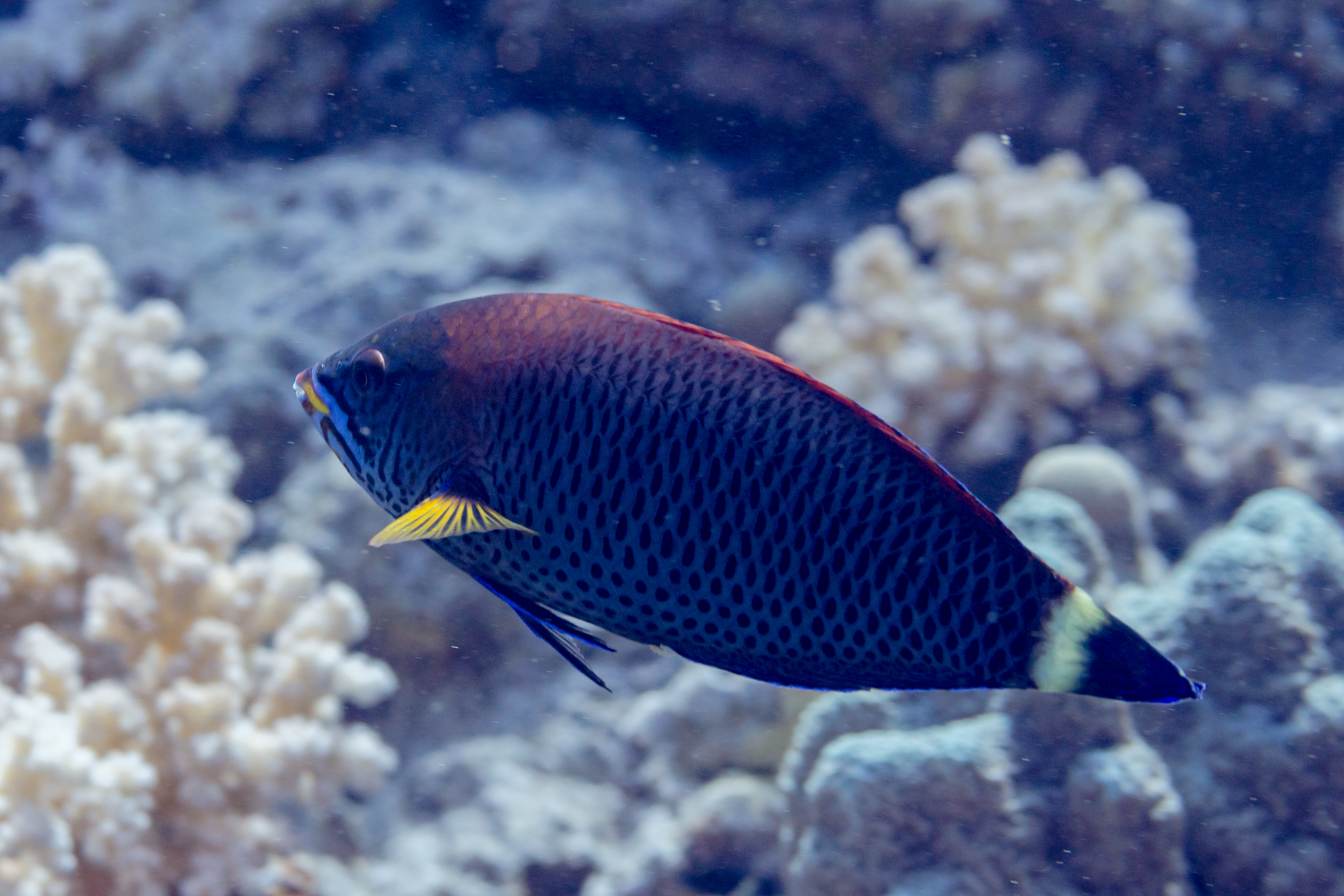
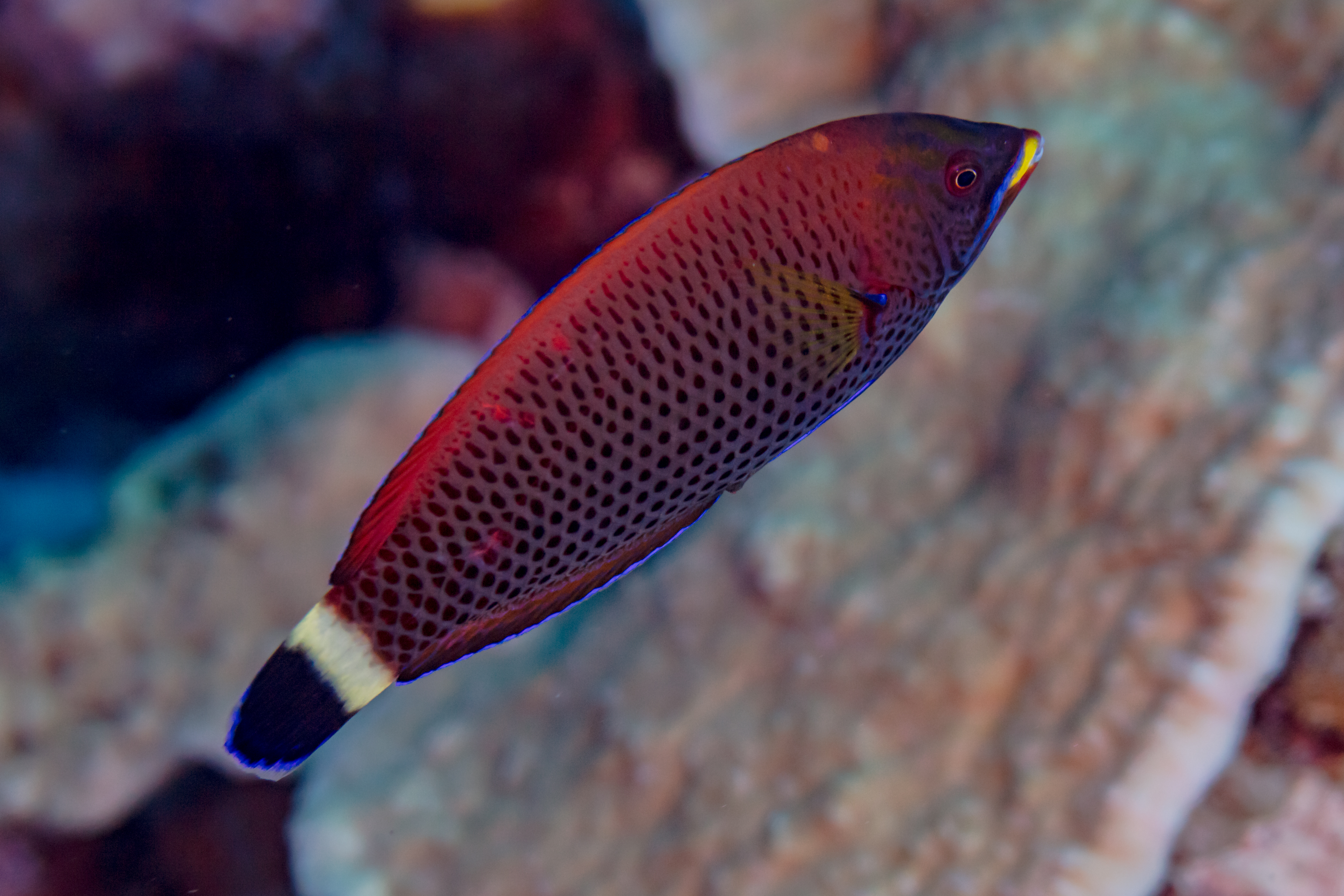
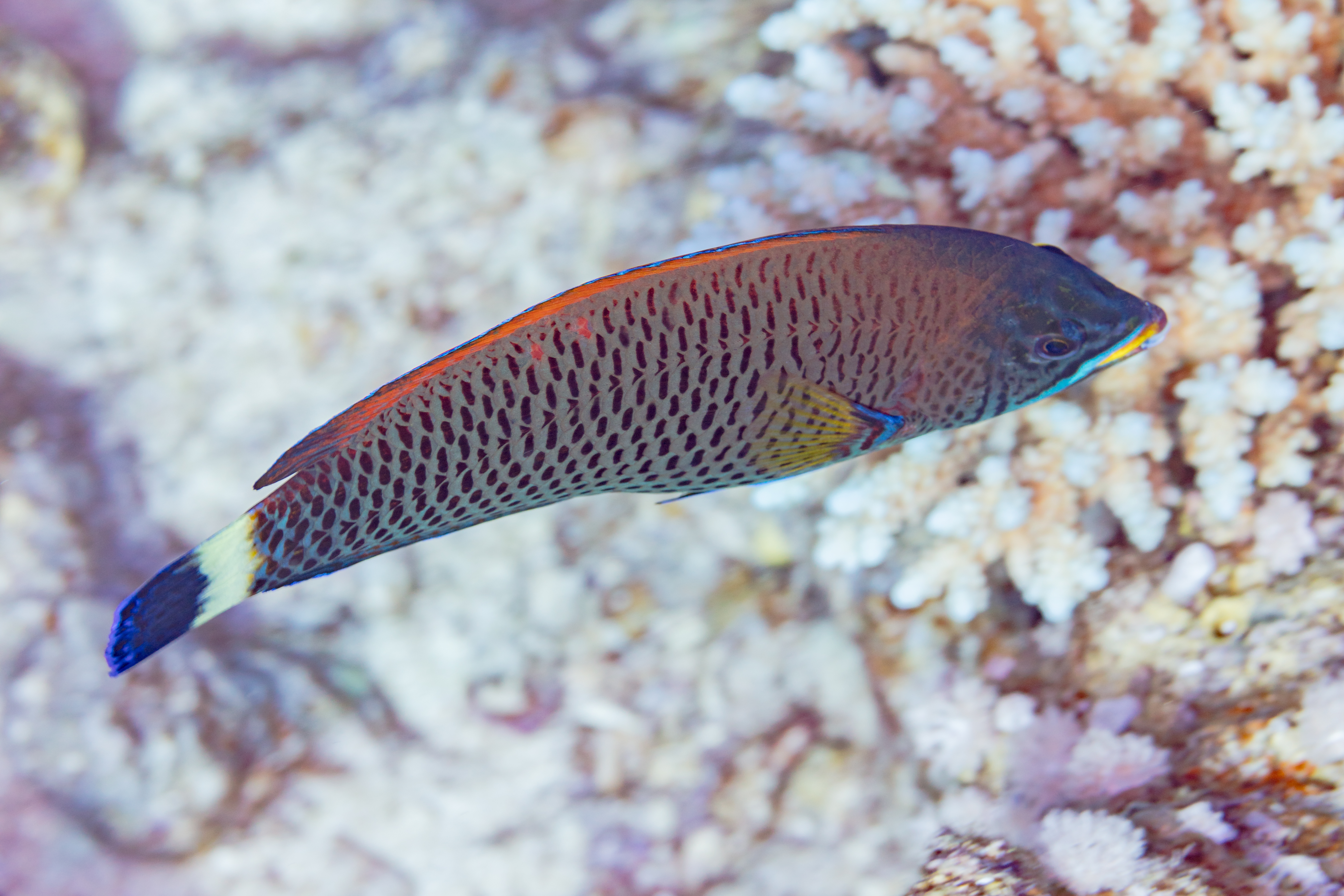
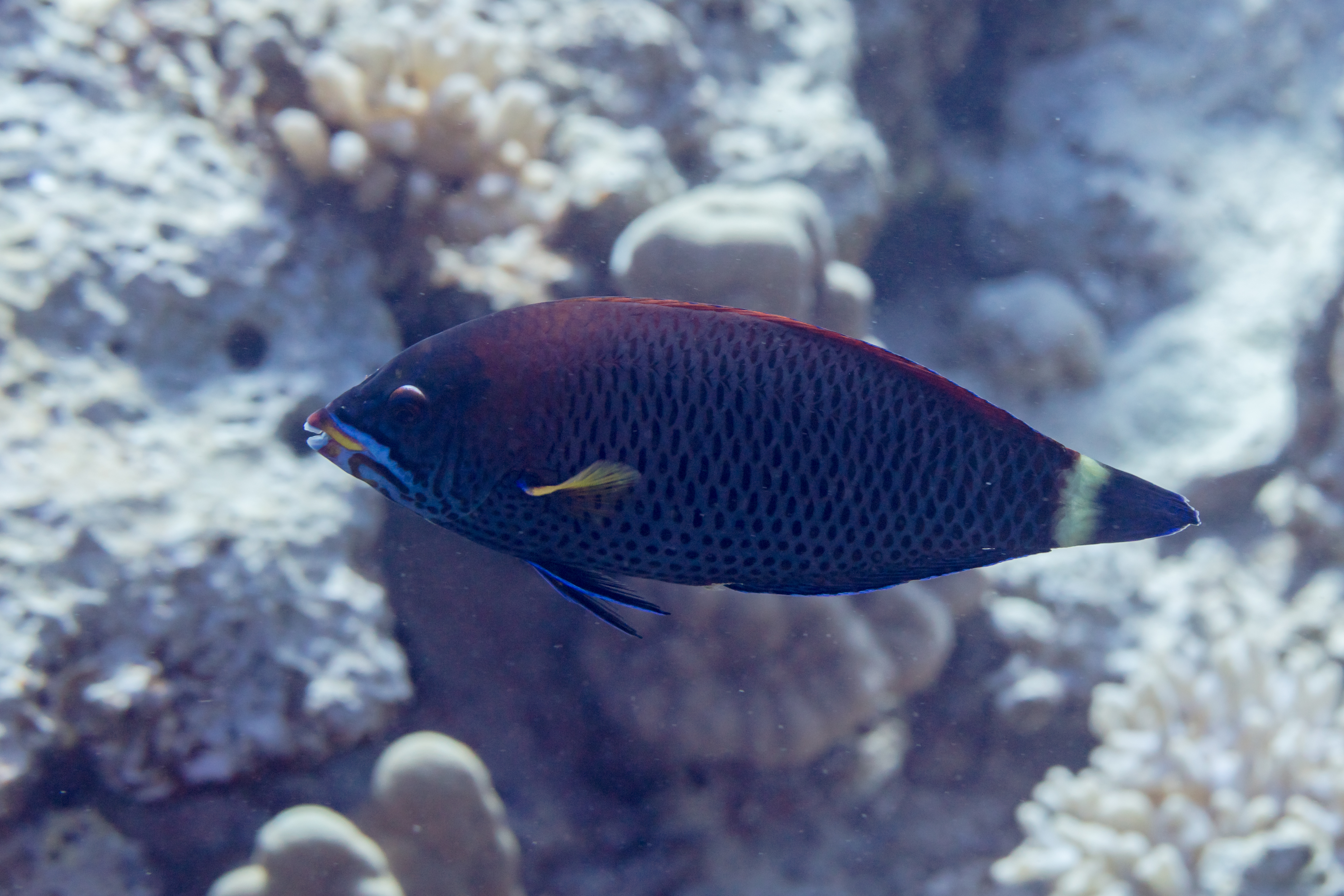
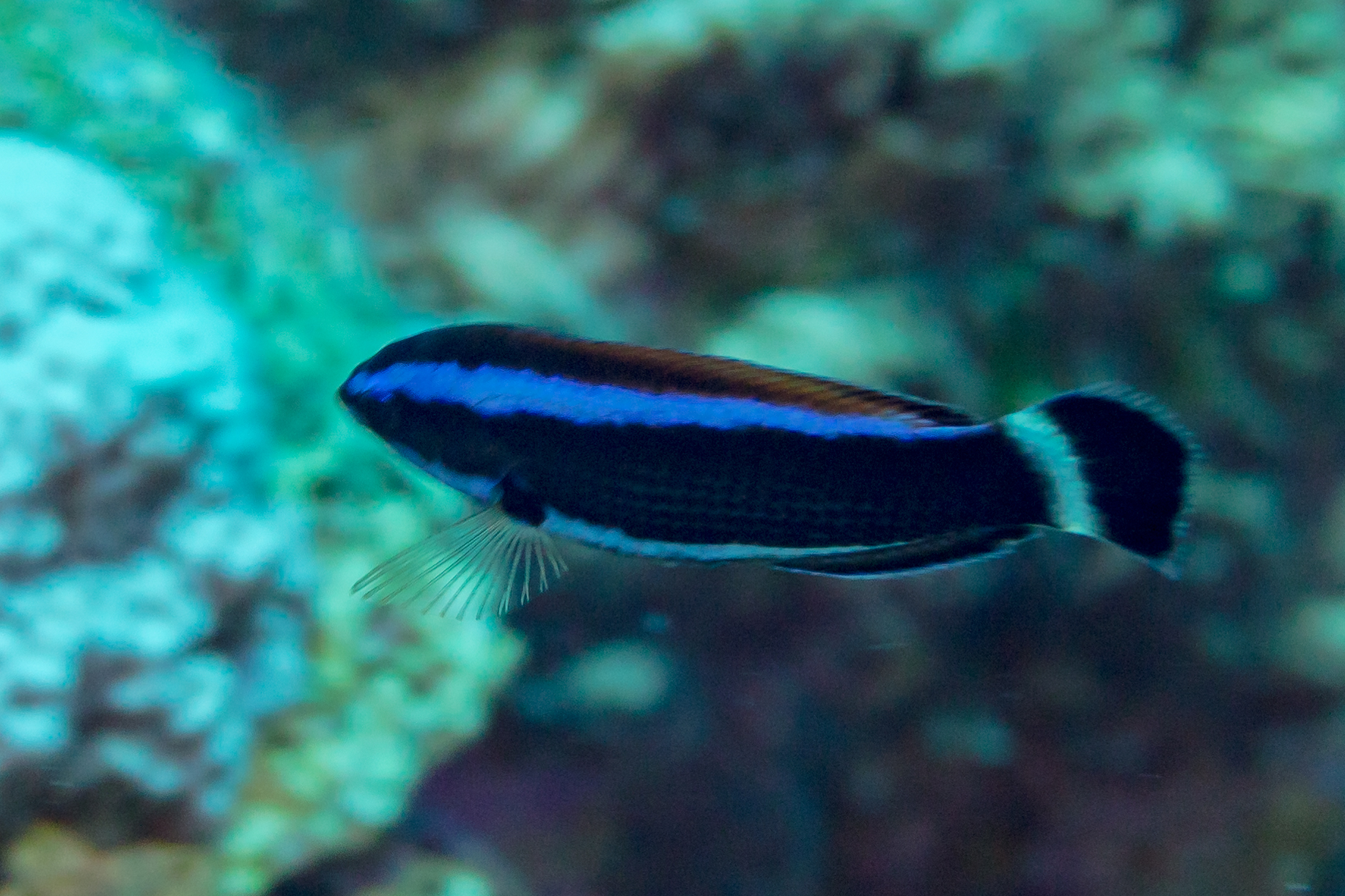
Ejemplar juvenil.